# Catenaria allomycis
Catenaria allomycis är en svampart som beskrevs av Couch 1945. Catenaria allomycis ingår i släktet Catenaria och familjen Catenariaceae.   Inga underarter finns listade i Catalogue of Life.